# Saint-Maur-des-Bois
Saint-Maur-des-Bois település Franciaországban, Manche megyében. Lakosainak száma 157 fő (2022. január 1.). Saint-Maur-des-Bois Saint-Aubin-des-Bois, Boisyvon, La Chapelle-Cécelin és Sainte-Cécile községekkel határos.

## Népesség
A település népessége az elmúlt években az alábbi módon változott:
| Lakosok száma | 157  | 146  | 132  | 129  | 142  | 148  | 151  | 154  | 154  | 157  |
|               | 1968 | 1982 | 1990 | 2006 | 2013 | 2015 | 2017 | 2019 | 2020 | 2022 |